# سالت (شهر)
سالت (به اسپانیایی: Salt, Girona) یک شهرستان در اسپانیا است که در خرنا واقع شده‌است.

## خصوصیات
سالت ۶٫۵۹ کیلومترمربع مساحت و ۳۰٬۳۸۹ نفر جمعیت دارد و ۸۳ متر بالاتر از سطح دریا واقع شده‌است.